# Meall a’ Bhuachaille
Der Meall a’ Bhuachaille ist ein 810 Meter hoher Berg in Schottland. Sein gälischer Name bedeutet Berg des Schäfers. Der Berg ist als Corbett eingestuft und liegt innerhalb des Cairngorms-Nationalparks im Glenmore Forest Park am Nordrand der Cairngorms in der Council Area Highland, etwa 10 Kilometer östlich von Aviemore.
Er ist der höchste Gipfel einer kleinen, aus insgesamt vier Gipfeln bestehenden, den Cairngorms nördlich vorgelagerten und durch den Ryvoan pass von ihnen getrennten Hügelkette. Die südwestlichen Hänge des Berges weisen noch alte Bestände an Waldkiefern (englisch: Scots pine) auf, die in den letzten Jahrzehnten durch Neuanpflanzungen ergänzt wurden. Nach Osten und Norden sind die gleichmäßig steil abfallenden Hänge weitflächig mit Zwergstrauchheiden bewachsen, vor allem Besenheide. Im Bereich des Berges weidet zudem eine Rentierherde, die dort seit 1952 gehalten wird.

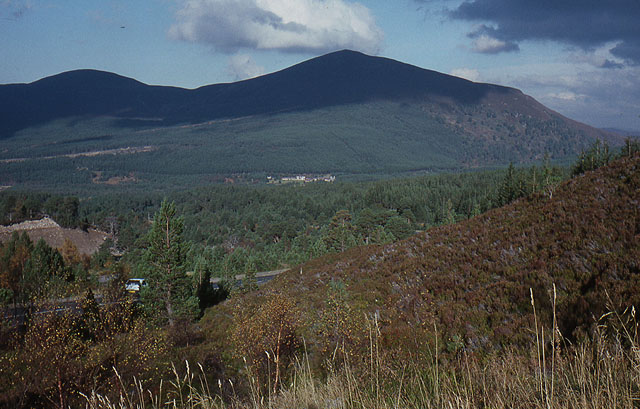
Blick von Süden zum Meall a’ Bhuachaille
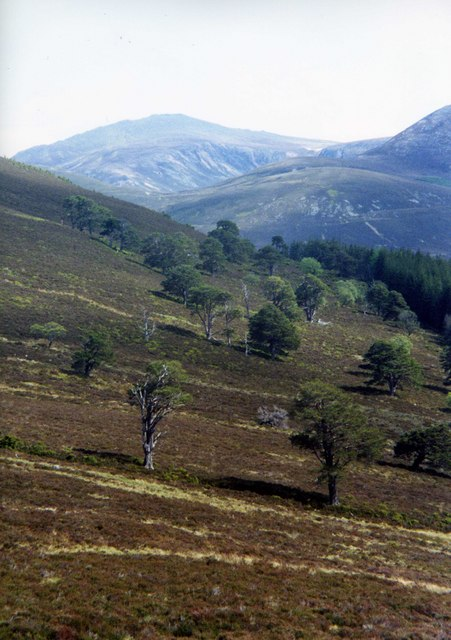
Scots Pines am Südwesthang des Meall a’ Bhuachaille
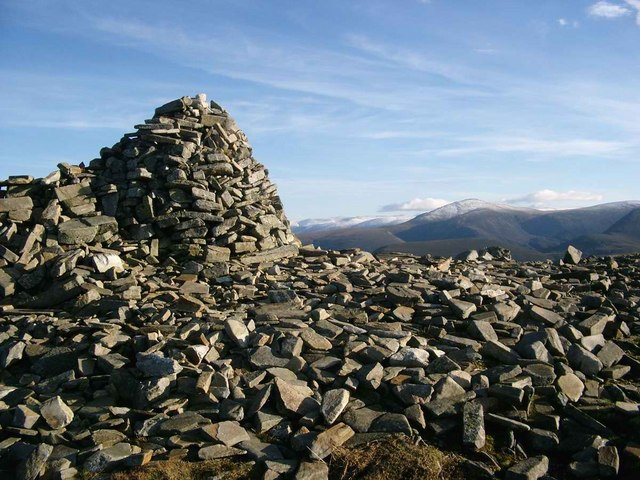
Der Gipfelcairn des Meall a’ Bhuachaille, im Hintergrund der 1090 Meter hohe Bynack More
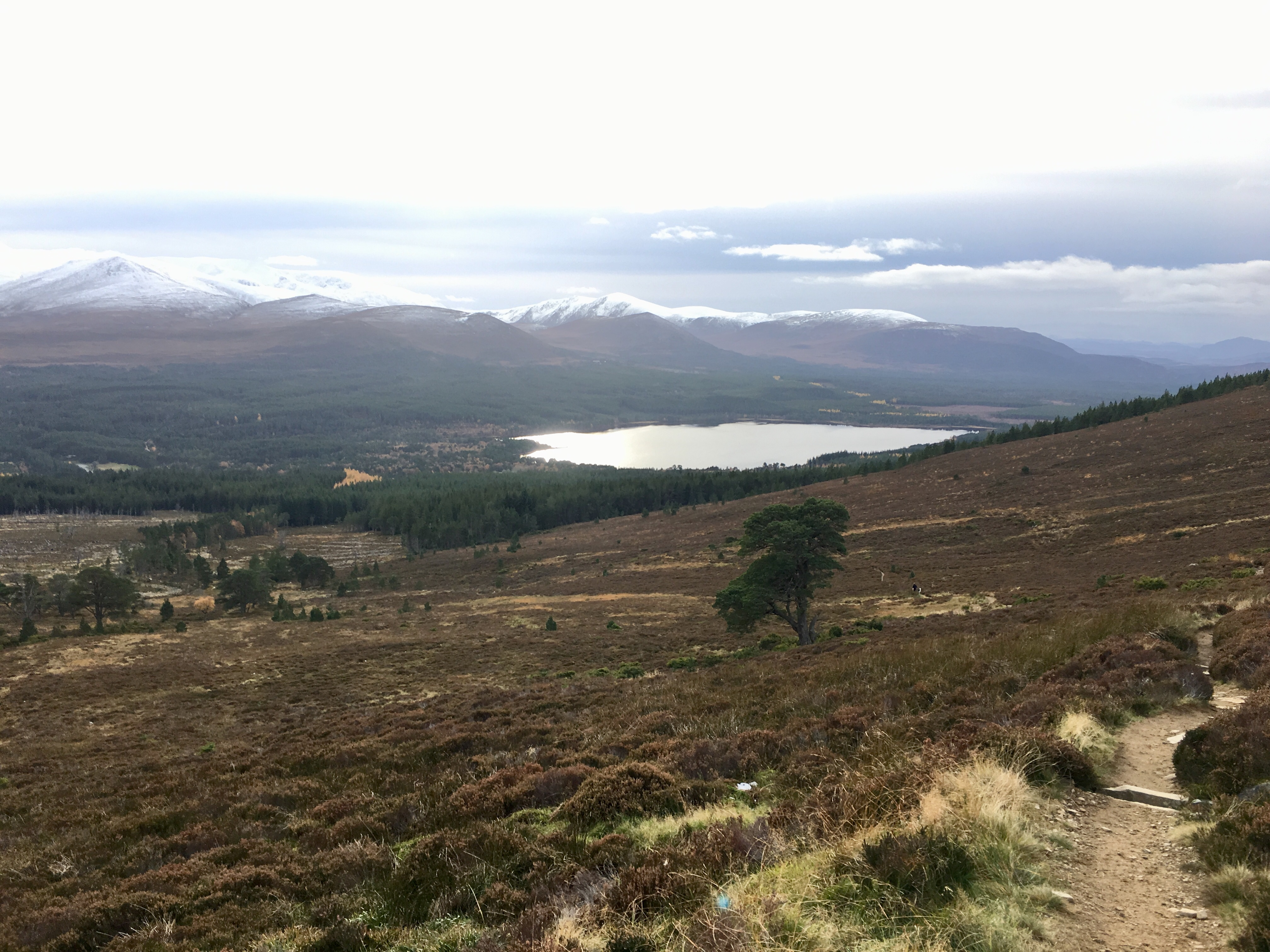
Blick von der Westseite des Meall a’ Bhuachaille nach Südwesten über Loch Morlich

Aufgrund seiner Lage bietet der Meall a’ Bhuachaille eine hervorragende Aussicht auf die Cairngorms. Da er zudem vergleichsweise leicht erreichbar ist, ist er ein beliebtes Ausflugsziel. Bestiegen werden kann der Meall a’ Bhuachaille aus verschiedenen Richtungen. Die meistgenutzten Aufstiege beginnen am südlich des Berges liegenden Glenmore Visitor Centre, das sich an der Zufahrtsstraße von Aviemore zur Talstation der Standseilbahn Cairngorm befindet. Von dort führt eine gleichmäßig ansteigende Route durch die Kiefernbestände am Westhang aufwärts bis in den Sattel zwischen dem Meall a’ Bhuachaille und dem westlich benachbarten, 732 Meter hohen Creagan Gorm. Von dort führt der Weg über den breiten Westgrat bis zum durch einen großen Cairn markierten Gipfel. Ein weiterer Zustieg führt von Glenmore zunächst weitgehend eben auf einer Forststraße nach Osten. Diese wendet sich südlich des Berges allmählich nach Nordosten und führt bis zum kleinen An Lochan Uaine, einen durch seine grüne Farbe auffälligen See. Von dort führt ein sanft ansteigender Pfad bis zum Ryvoan pass. Kurz vor der Bothy Ryvoan zweigt der steile und teilweise mit Treppen ausgebaute Anstieg ab, der von Osten auf den Meall a’ Bhuachaille führt. Der Berg kann auch im Verlauf einer längeren Tour über den breiten Grat der aus vier Gipfeln bestehenden Kette bestiegen werden.